# 藤綱亮三
藤綱 亮三（ふじつな りょうぞう、1922年10月17日 - 1987年9月11日）は、日本の実業家である。神戸新聞社の元代表取締役社長。兵庫県出身。

## 略歴
1942年昭和高等商業学校（現大阪経済大学）卒業、1952年神戸新聞社入社、経理局長、総務局長を経て、1969年取締役、1975年常務、1981年専務、1982年代表取締役社長就任。
1972年から社長に就任していた光田顕司が退任したことにともない社長に就任した。サンテレビ取締役、デイリースポーツ取締役なども歴任。